# Ираклиева династия
Ираклиевата династия (на гръцки: Δυναστεία του Ηρακλείου) е владетелска династия във Византия, чиито представители управляват империята в периода 610 – 695 г. и 705 – 711 г. Изгряват на политическата сцена като управители на Картагенския и Равенския екзархат.

## Ираклий и Константин III
Пръв известен представител на рода е Ираклий Старши, по произход кападокийски арменец, прославил се като военачалник по времето на император Маврикий. За своите заслуги той е назначен за екзарх на византийска Африка с резиденция в град Картаген. Ираклий Старши както мнозина други висши сановници не приема възкачването на узурпатора Фока на престола в Константинопол през 602 г. Под негово ръководство Северна Африка остава една от малкото спокойни провинции на Византия в началото на 7-ми век, когато персите започват своите нашествия в Близкия изток, а славяните нахлуват масово на Балканския полуостров. Разбирайки, че оставането на Фока на власт е заплаха за бъдещето на империята, Ираклий Старши оглавява бунт срещу него през 610 г. Начело на картагенския флот, отправил се към столицата, екзархът поставя своя по-голям син Ираклий Младши (575 – 642), подпомаган по суша от братовчед си Никита, който завзема Александрия в Египет. Изоставен от всички, Фока губи властта и живота си, а Ираклий Младши (610 – 642) е провъзгласен за император на Византия.
Ираклий заема престола в изключително труден за Византия момент. Войските на персийския владетел Хозрой II опустошават Сирия и Мала Азия (613), а през 614 г. превземат Йерусалим и отнемат най-голямата светиня на християнството – Кръста господен. Трудности изпитват и балканските провинции, подложени на разорение от аварите. През 619 г. персите завладяват Египет, житницата на Византия. В тази критична ситуация Ираклий е принуден да пристъпи към осъществяването на редица важни реформи. Той поставя началото на ново административно деление – темната организация, която цели засилването на централната власт и привличането на повечето византийци в отбраната на империята. Положителните резултати не закъсняват, но въпреки това Константинопол е изправен пред смъртна опасност – съвместна обсада на перси, авари и славяни (626). Столицата е спасена като по чудо, след което Ираклий преминава в решително настъпление срещу персите, изтощени от продължителната война. През 627 г. византийските войски разгромяват при Ниневия силите на шах Хозрой II, след което Персия е принудена да капитулира. На Византия са върнати всички загубени провинции, както и Кръстът господен, отнесен с почести в Йерусалим през 630 г. Персия не се възстановява повече от претърпяното поражение, но пред Византия се възправят нови врагове – арабите. През 636 г. войските на Ираклий са разбити при река Ярмук, след което цяла Сирия пада под властта на новите нашественици. Само за няколко години империята губи всички свои владения в Палестина (638), Египет (642) и Месопотамия.
От първия си брак (610) с Фабия-Евдокия (580 – 612), дъщеря на влиятелния сенатор Рог Афер, василевсът има дъщеря Августина (Евдокия) (†611) и син, Константин III (612 – 641), провъзгласен за съимператор. След смъртта на съпругата си Ираклий се жени за своята племенница Мартина (Анастасия) (ок. 598 – ок. 641), дъщеря на сестра му Мария, въпреки упреците на съвременниците си. Тя ражда три деца: Ираклеон (618 – 641), Давид (630 – 642) и Мартин (род. ок. 638). След смъртта на Ираклий престолът е наследен от Константин III (641), надживял баща си само с няколко месеца. От брака (613) си със своята братовчедка Грегория, дъщеря на египетския управител Никита, брат на Ираклий Старши, Константин III има двама синове: Констант II (630 – 668) и Теодосий (†660).

## Ираклеон
След смъртта на Константин III на престола се издига малолетния Ираклеон (641), от чието име управлява майка му Мартина (Анастасия). Регентката не е популярна сред константинополското население, което след няколко месеца се надига срещу нея, сваля я от власт заедно със сина ѝ и я убива. Ираклион и братята му са заточени до края на живота им на остров Родос.

## Констант II
За император е провъзгласен Констант II (641 – 668), син на покойния Константин III. Първите години от управлението му преминават под знака на жестоки борби с арабите, които налагат своята власт над Египет (642). Едва след 651 г., когато Арабският халифат е разтърсен от междуособици, Византия получава възможност да укрепи вътрешното си състояние. През 658 г. Констант II организира поход срещу настанилите се в близост до Солун славянски племена, покорява ги и преселва част от тях в Мала Азия. Във вътрешната си политика императорът често прибягва до насилие срещу своите противници. Сред неговите жертви са: римският папа Мартин I, изпратен на заточение, видният богослов Максим Изповедник, дори императорския брат Теодосий, който е екзекутиран безпричинно. Това насилие предизвиква влошаване на отношенията между Констант II и жителите на столицата. През 663 г. василевсът окончателно напуска Константинопол и се установява в италианските си владения. Има планове да превърне сицилийския град Сиракуза в своя нова столица, но не успява да ги осъществи, тъй като загива, убит от свой телохранител. Констант II има трима синове от съпругата си Фауста: Константин IV Погонат (652 – 685) и близнаците Ираклий и Тиберий (род. 659), провъзгласени за съимператори след смъртта му.

## Констонтин IV Погонат
От тримата синове на Констант II фактически управлява Константин IV Погонат (668 – 685), който през 681 г. окончателно отстранява братята си от престола. По негово време Византия е изправена отново пред сериозна опасност. Арабите подновяват своите атаки и обсаждат Константинопол (674 – 678). С цената на огромни усилия императорът успява да защити своята столица, а поражението на арабите ги принуждава да ограничат за няколко десетилетия нападенията си над Византия. Не толкова успешни са действията на Константин IV Погонат срещу установилите се в делтата на река Дунав прабългари начело с хан Аспарух. През 680 г. василевсът лично оглавява поход по суша и море срещу прабългарите, укрепили се в областта Онгъла. Напуснал в един момент войската си, императорът е причина за настъпилия в редиците ѝ смут и за последвалото поражение на византийците. Необезпокоявани, прабългарите преминават река Дунав и в съюз с местните славянски племена основават българската държава. През 681 г. Византия е принудена да признае независимостта на Аспарухова България. През последните години от управлението си Константин IV Погонат посвещава много усилия за възобновяването на християнското единство и сближаването с Рим. Свиква в Константинопол Шестия вселенски събор (680 – 681), който осъжда монотелистката ерес, подкрепяна от предишните императори.

## Юстиниан II
От съпругата си Анастасия, Константин IV Погонат има син, Юстиниан II (685 – 695, 705 – 711), който наследява на престола. Новият император се стреми да осъществи редица амбициозни начинания срещу арабите и в обществения живот на Византия, но търпи неуспехи. Тираничните му мерки скоро настройват срещу него столичното население и през 695 г. Юстиниан II е свален от престола. Носът му е отрязан и това му спечелва прозвището Риномет (Носоотрязания). Заточен е в крепостта Херсонес на полуостров Крим, откъдето успява да избяга след десет години. Първоначално търси помощ от хазарския хаган, а след като той му изменя – от българския владетел, хан Тервел. През 705 г. с негова подкрепа Юстиниан II си възвръща престола в Константинопол и удостоява съюзника си с титлата „кесар“ и с териториално отстъпки. Василевсът възобновява старата си политика на терор, придружена от военни неуспехи. През 711 г. той отново е свален и убит. Женен е два пъти: за Евдокия и Теодора, сестра на хазарския хаган. От втората си съпруга има син Тиберий (род. 705), загинал заедно с баща си едва шестгодишен по време на преврата през 711 г.

## Византийски императори от Ираклиевата династия
- Ираклий (610 – 641)
- Константин III (641)
- Ираклеон (641)
- Констант II (641 – 668)
- Константин IV Погонат (668 – 685)
- Юстиниан II Ринотмет (685 – 695, 705 – 711)